# David Lilley
David Lilley (Washington, 19 de octubre de 1975) es un jugador de snooker inglés.

## Biografía
Nació en la localidad inglesa de Washington en 1975. Es jugador profesional de snooker desde 2019. No se ha proclamado campeón de ningún torneo de ranking, y su mayor logro hasta la fecha fue alcanzar los cuartos de final del Abierto de la India de 2019, en los que cayó derrotado (2-4) ante Shaun Murphy. Tampoco ha logrado hilar ninguna tacada máxima, y la más alta de su carrera está en 136.